# Joan Segarra
Joan Segarra Iracheta (Barcelona, 15 november 1927 - Taradell, 3 september 2008) was een Spaans voetballer. Hij speelde tussen 1949 en 1965 als verdediger 559 wedstrijden voor FC Barcelona. Segarra had als bijnaam El Gran Capitán.

## Clubvoetbal
Segarra speelde eerst bij Sansenc, Sant Pol en FC Vilafranca voordat hij in 1949 bij FC Barcelona kwam. De Catalaan begon als linkerverdediger, maar verschoof in de loop der jaren naar de positie van verdedigende middenvelder. Segarra was een van de spelers van Barça Cinco Copas, het elftal van trainer Fernando Daucik dat in het seizoen 1951/1952 met de Spaanse landstitel, de Copa del Generalísimo, de Copa Latina, de Copa Eva Duarte en de Copa Martini Rossi vijf prijzen won. In 1955 nam hij de aanvoerdersband over van Marià Gonzalvo. Segarra maakte ook de eerste grote Europese successen van FC Barcelona mee. Door leiding van de Argentijnse trainer Helenio Herrera werd in 1958 en 1960 de Jaarbeursstedenbeker gewonnen en in 1961 bereikte Segarra met de Catalaanse club de finale van de Europa Cup I. Segarra speelde in zijn loopbaan 31 keer met Barcelona tegen Real Madrid, een record. In 1965 beëindigde Segarra zijn loopbaan als profvoetballer.

### Gewonnen prijzen
- Spaanse landstitel (4): 1952, 1953, 1959, 1960.
- Copa del Generalísimo (6): 1951, 1952, 1953, 1957, 1959, 1963.
- Jaarbeursstedenbeker (2): 1955-58, 1958-60.
- Copa Latina (2): 1949, 1952.
- Copa Eva Duarte (2): 1952, 1953.

## Nationaal elftal
Segarra speelde 25 interlands voor het Spaans nationaal elftal. Hij debuteerde op 17 juni 1951 tegen Zweden. Zijn laatste interland speelde de Catalaan op 31 mei 1962 tegen Tsjechoslowakije tijdens het WK in Chili.

## Loopbaan als trainer
Na zijn loopbaan als profvoetballer werd Segarra trainer van de jeugelftallen van FC Barcelona. In het seizoen 1979/1980 fungeerde hij als assistent van trainer Helenio Herrera bij het eerste elftal van de club. Segarra overleed in 2008 aan de gevolgen van de Ziekte van Alzheimer.